# Зебра на Греви
Зебрите на Гревѝ (Equus grevyi) са вид едри бозайници от семейство Коне (Equidae).
Срещат се в саваните на Кения и отделни области на Етиопия. Те са най-едрите диви представители на семейство Коне, като достигат 250 до 275 cm дължина на тялото, 145 – 160 cm височина при рамото и тегло около 350 – 450 кг. Хранят се главно с трева.